# Антоненко Зінаїда Опанасівна
Антоненко Зінаїда Опанасівна (1955 — 13 квітня 2020, Конотоп, Сумська область) — головний лікар-інфекціоніст Конотопської центральної районної лікарні, почесний громадянин міста Конотоп посмертно.

## Біографія
1990-ті — 2020 рік — завідувач інфекційним відділенням Конотопської центральної районної лікарні.
Член асоціації інфекціоністів Сумщини.
Померла на робочому місці, в інфекційному відділенні Конотопської центральної районної лікарні 13 квітня 2020 року у віці 64 років
За офіційною версією смерть наступила від ішемічної хвороби серця на тлі перевтоми.
30 квітня 2020 року посмертно присвоєно звання Почесного громадянина міста Конотоп.